# Triumfetta oligacantha
Triumfetta oligacantha är en malvaväxtart som beskrevs av Bénédict Pierre Georges Hochreutiner. Triumfetta oligacantha ingår i släktet triumfettor, och familjen malvaväxter. Inga underarter finns listade i Catalogue of Life.